# La Luz Fútbol Club
O La Luz Fútbol Club é um clube de futebol uruguaio com sede em Montevidéu. Foi fundado em 19 de abril de 1929. Compete desde 2024 na Segunda Divisão Profissional (Segunda División Profesional) do futebol uruguaio.

## História
O La Luz Fútbol Club nasceu em 1929, no bairro Aires Puros, em Montevidéu. O nome do clube tem uma origem peculiar e simbólica: foi inspirado em um pequeno bar (cantina, para os uruguaios) que era o único ponto da vizinhança com energia elétrica na época. O ponto virou referência no bairro — e acabou batizando a nova equipe que acabava de surgir nas redondezas.
Foi campeão da Divisão Extra de 1933 (Divisional Extra — terceira divisão) da Liga Uruguaia de Futebol Amador (Liga Uruguaya de Football Amateur; sigla oficial: LUFA), da Divisão Intermediária de 1962 (Divisional Intermedia — terceira divisão), da Primeira Divisão "C" de 1976, 1992 (Primera División "C" — terceira divisão) e da Liga Amadora Metropolitana de 2001 e 2003 (Liga Metropolitana Amateur — terceira divisão).
Desde 2015, o clube não tem estádio próprio para mandar seus jogos. Seu estádio, o Parque Luis Rivero, teve seus terrenos cedidos para a Intendência de Montevidéu.
Em 2021, o La Luz conquistou o acesso para a Segunda Divisão ao vencer um dramático jogo de repescagem. Na temporada seguinte, em 2022, virou uma Sociedade Anônima Desportiva (SAD) e fez história ao garantir o acesso direto à Primeira Divisão Profissional (Primera División Profesional). O sonho da elite, porém, durou pouco. O clube estreou na Primeira Divisão em 2023, mas acabou sendo rebaixado no mesmo ano, retornando à Segunda Divisão.

## Títulos
| CAMPEONATOS NACIONAIS | CAMPEONATOS NACIONAIS | CAMPEONATOS NACIONAIS      | CAMPEONATOS NACIONAIS | CAMPEONATOS NACIONAIS |
| --------------------- | --------------------- | -------------------------- | --------------------- | --------------------- |
| Nível                 | Total                 | Competição                 | Temporada(s)          | Organização           |
| Primeira Divisão      | nenhum                |                            |                       |                       |
| Segunda Divisão       | nenhum                |                            |                       |                       |
| Terceira Divisão      | 5                     | Divisão Intermediária      | 1962                  | AUF                   |
| Terceira Divisão      | 5                     | Primeira Divisão "C"       | 1976, 1992            | AUF                   |
| Terceira Divisão      | 5                     | Liga Metropolitana Amadora | 2001, 2003            | AUF                   |
| Quarta Divisão        | 1                     | Divisão Extra              | 1933                  | LUFA                  |